# Dogil Maeul
Dogil Maeul (koreanisch 독일 마을 ‚Deutsches Dorf‘) ist ein kleines Dorf auf der Insel Namhaedo im Landkreis Namhae-gun in der Provinz Gyeongsangnam-do in Südkorea.

## Geografie
Das Dorf befindet sich auf 100 m Höhe in Hanglage oberhalb eines kleinen, zur See breit auslaufenden Tals an der Ostküste der Insel Namhaedo (남해도). Verwaltungstechnisch gehört das Dorf zur Landgemeinde Samdong-myeon (삼동면) des Landkreises Namhae-gun (남해군). Die zum Hafen ausgebaute Bucht Mulgeonhang (물건항) liegt 1 km östlich vom Dorf und bietet darüber einen Blick und Zugang zur Koreastraße. Verkehrstechnisch angebunden ist das Dorf über die 559 km lange Nationalstraße 3 (국도 제3호선), welche Namhae-gun mit Cheorwon-gun im Norden des Landes verbindet.

## Geschichte
Die Entstehung des Ortes geht zurück auf eine Initiative des Bürgermeisters von Namhae-gun, Du-Kwan Kim (김두관), im Jahr 2000.
Bei einem Besuch Kims 1997 in Deutschland, im Kreis Nordfriesland, wurde er mit Wünschen ehemaliger koreanischer Gastarbeiter in Deutschland konfrontiert, im Rentenalter eventuell in ihre Heimat zurückkehren zu wollen. Da Namhae-gun seit 1965 ständig Einwohner durch Abwanderung in die Industrieregionen Koreas verlor, griff Kim die Wünsche auf und entwickelte die Idee, eine deutsche Siedlung im Landkreis zu errichten, einerseits als Dank an diejenigen, die in den 1960er Jahren Korea verließen, um in Deutschland arbeiten zu können und mit dem Geld, das sie nach Hause schickten, ihre Familien unterstützten, anderseits aber auch, um gleichzeitig eine Attraktion für Touristen zu schaffen. Im Jahr 2000 erwarb der Landkreis knapp 100.000 m² Land, unterteilte es in 64 Bauplätze von rund 500 m² Größe, legte die Infrastruktur an und machte zur Bedingung, dass die Häuser und die Dorfanlage möglichst „deutsch“ aussehen sollten.
Weiß getünchte zweistöckige Häuser mit roten Walm- oder Satteldächern sollten es sein, wobei die Dächer zwischen 30 und 35 Grad Neigung aufweisen sollten. Gärten mit Rasenflächen, niedrige Umzäunung und Außenbeleuchtung des Hauses waren weitere Bedingungen. Bis 2005 waren rund 7,5 Millionen USD in das Projekt geflossen und bis Ende 2009 waren bereits 29 der in der ersten Bauphase geplanten 40 Häuser gebaut. Im Juli 2012 zählte das Dorf 39 deutsch aussehende Häuser.

## Tourismus
Von Beginn an war das Siedlungsprojekt eine Attraktion in Korea. Vor allem an Wochenenden kommen Touristen aus den nördlicheren Landesteilen. Nicht alle Bewohner des Dorfes sind über die vielen Besucher erfreut, da manche Touristen ungefragt die Gärten und Häuser betreten, wenn die Tür geöffnet ist. So befinden sich an nicht wenigen Häusern auch typisch deutsche Schilder wie „Betreten verboten“ oder „Privatgrundstück“, allerdings zweisprachig.
Im Oktober wird jährlich ein Oktoberfest gefeiert, bei dem Bier und Würstchen angeboten werden. 2012 rechnete man über 10.000 Besuchern, deren Fahrzeuge die Ortschaft vor ein Verkehrs- und Parkplatzproblem stellen.

## Film
Eine kritische Auseinandersetzung mit den Wünschen und Sehnsüchten von Siedlern des Dorfes anhand von einigen Einzelschicksalen bietet der Film Endstation der Sehnsüchte der Regisseurin Cho Sung-hyung. Der Film wurde u. a. 2009 auf der Berlinale gezeigt und vorgestellt.

Dogil Maeul (독일 마을)
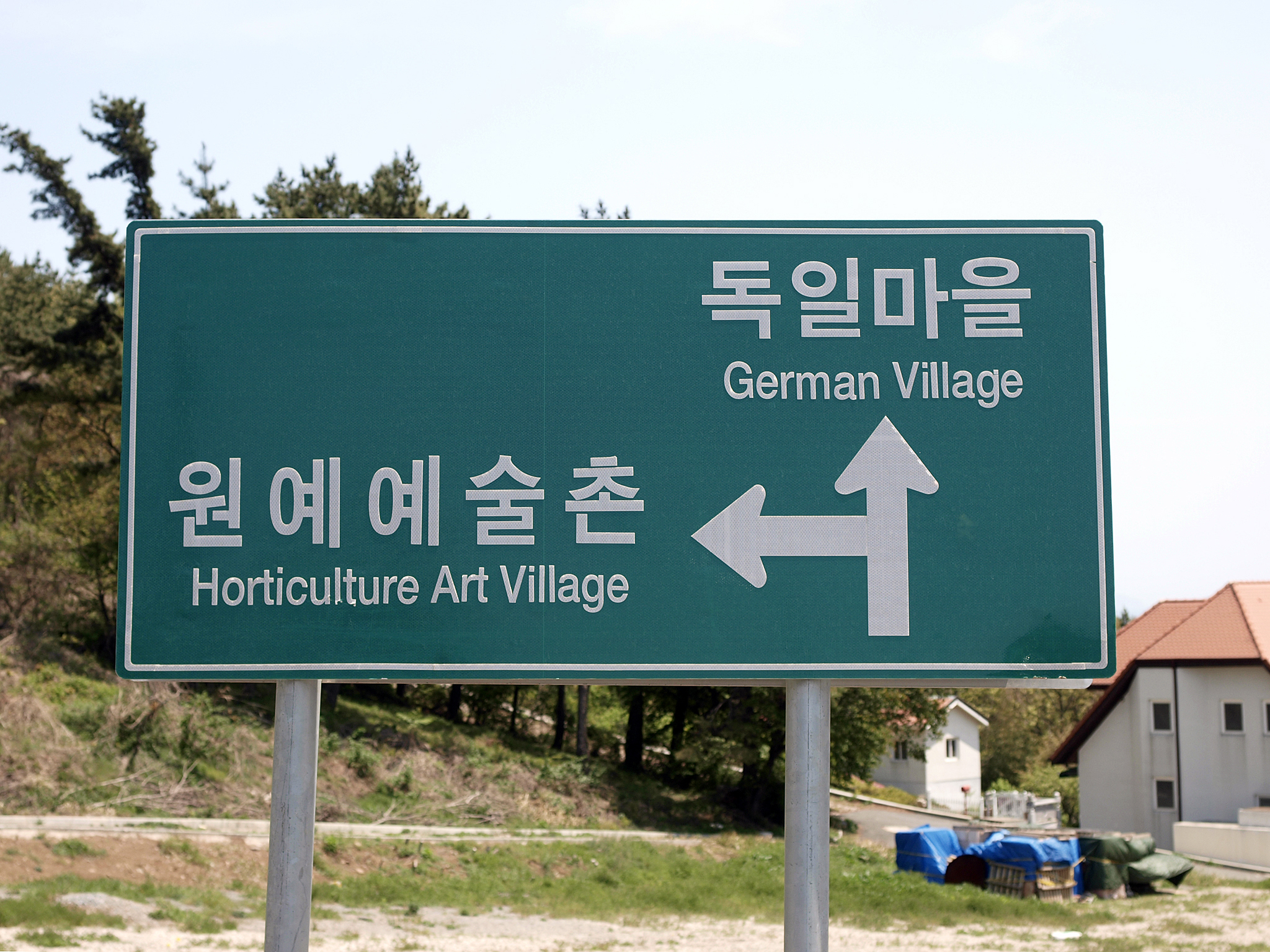
Hinweisschild
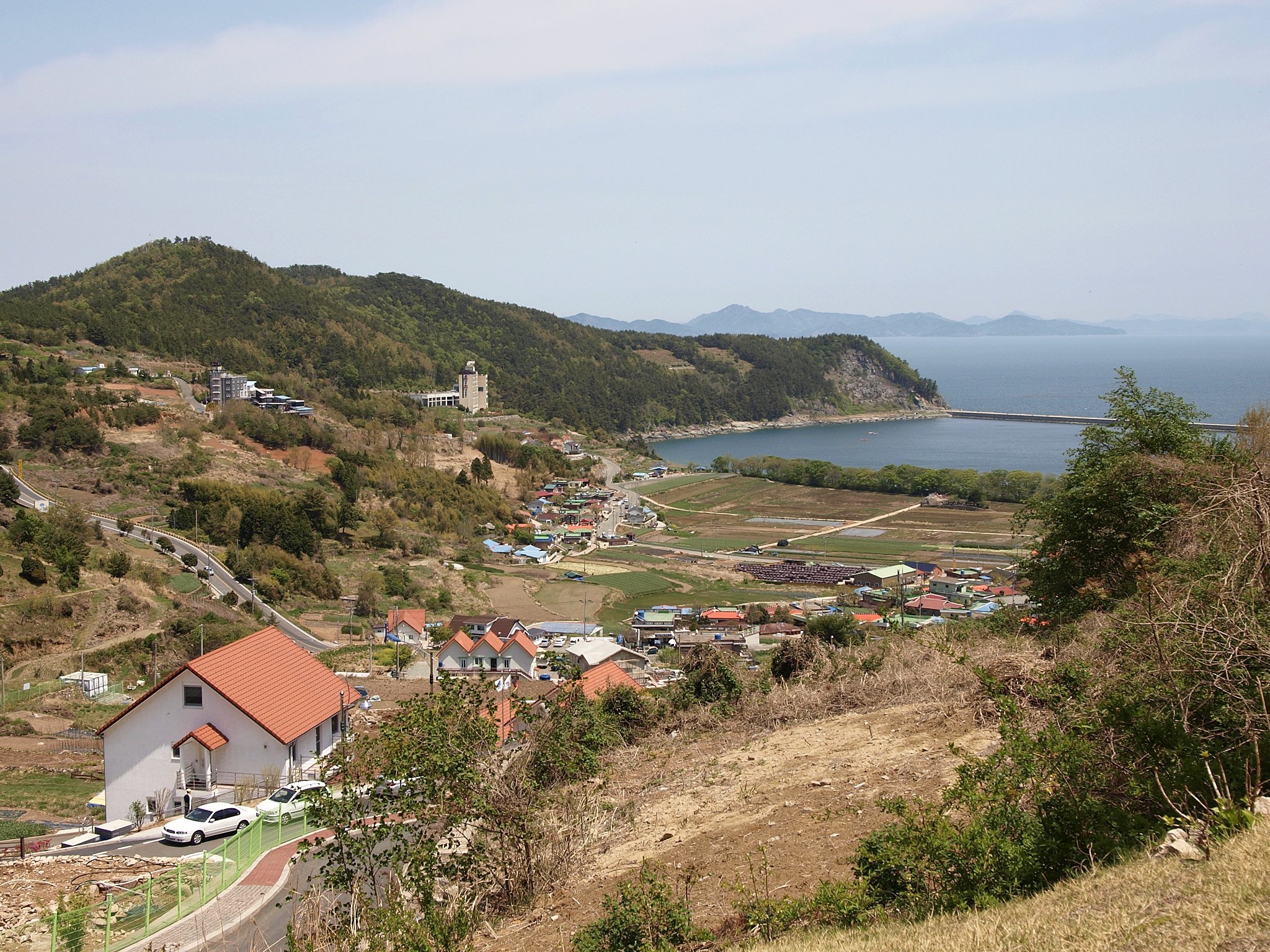
Das Tal vom Dorf aus gesehen
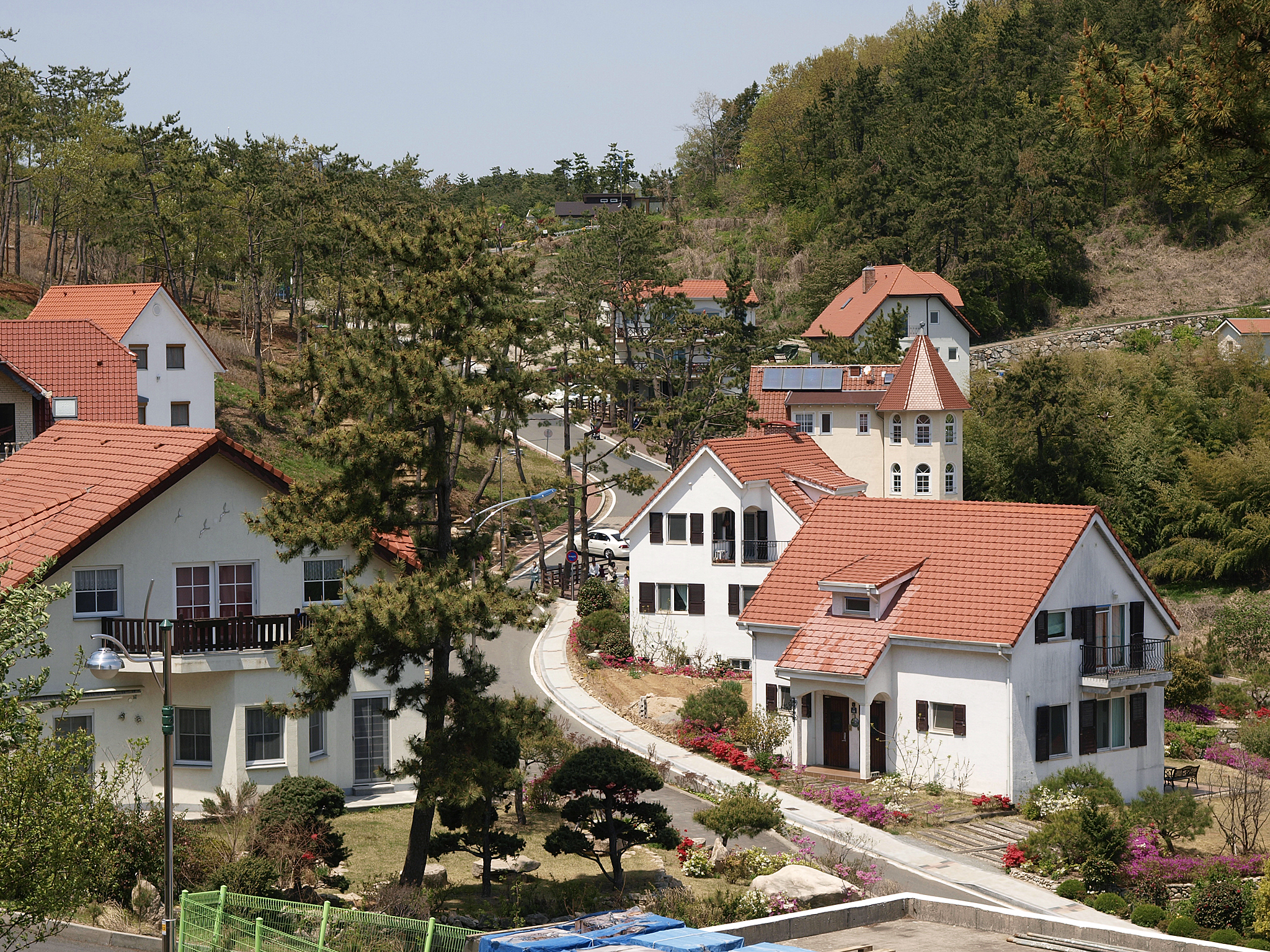
Teilansicht des Dorfes
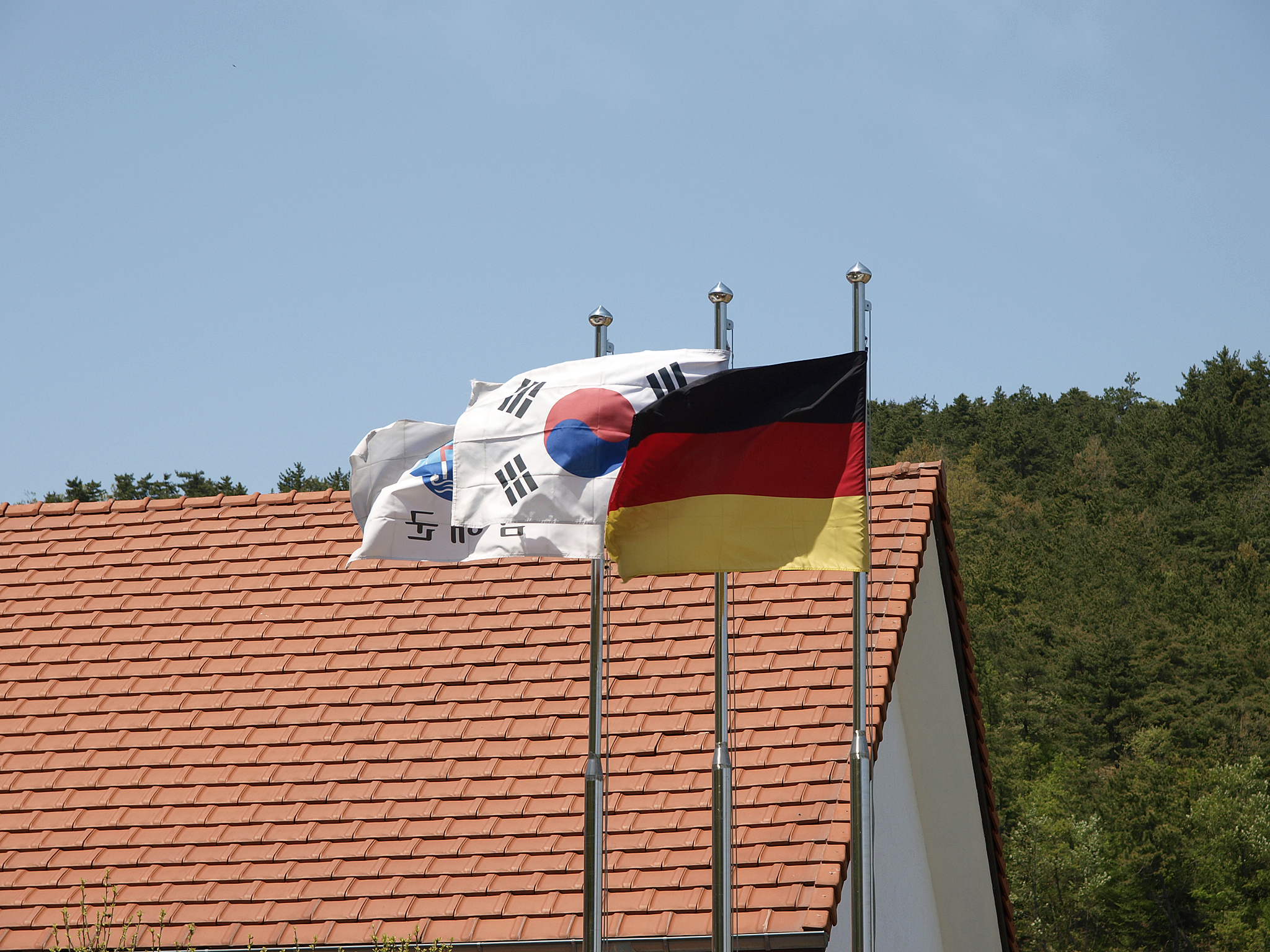
Flaggen vor einem Haus
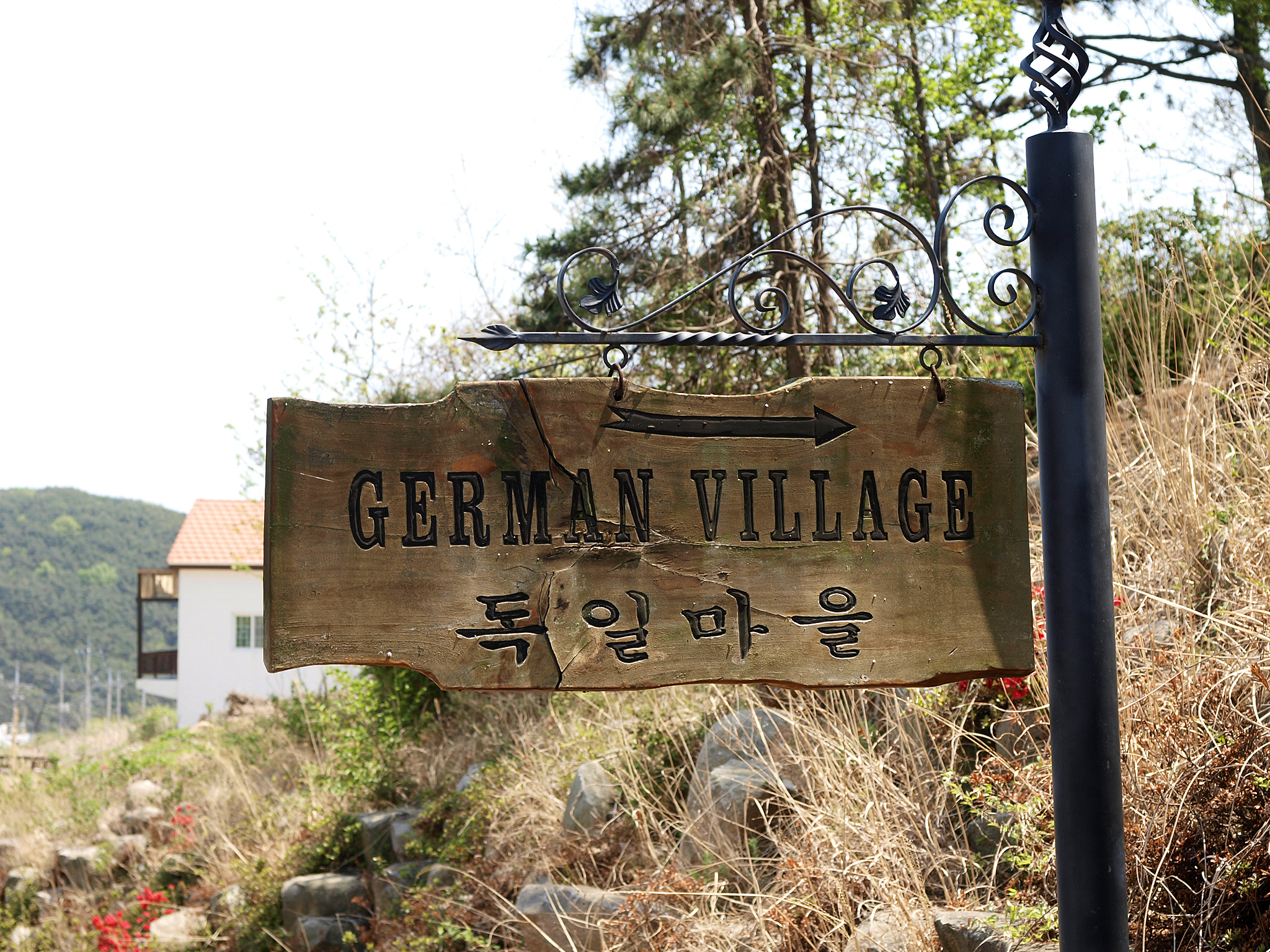
Hinweisschild